# スパルタの海
『スパルタの海』（スパルタのうみ）は、戸塚ヨットスクールを題材とし戸塚目線で描かれたノンフィクション小説、及び映画化された作品である。

## 概要
『スパルタの海 甦る子供たち』は中日新聞文化部の企画によりノンフィクション作家の上之郷利昭がヨットスクール合宿所に泊まり込んで取材し、『中日新聞』『東京新聞』両紙に半年間にわたって連載。この連載を中心に、『中央公論ノンフィクション特集』の「そして子供たちは病んだ」の一部を加え、さらに加筆再構成された単行本が1982年に東京新聞出版局（中日新聞東京本社）から刊行された。
戸塚ヨットスクールの実態と、家庭内暴力や登校拒否児などが実際に立ち直っていく様子を描いた。スクールでは既に2名の死亡事件が発生したが、1名の死亡事故に関して名古屋地方裁判所が不起訴処分とする1981年末で幕を閉じる。生徒や父兄は一部を除いて仮名の扱い。
新聞連載時は、育児に悩む読者が自分の子供を立ち直らせようとスクールへ入校させたいとの希望が殺到する反響があり、ヨットスクール側の出す資料に基づいたヨットスクールのPR本だとの批判を受けた。

## 映画
上之郷の原作を1983年に主演・伊東四朗、監督・西河克己、東和プロダクション（東宝東和）製作で映画は完成し、1983年9月に東宝配給で公開される予定だった。しかし映画完成後、戸塚宏校長が逮捕される等の影響で公開中止となり、そのままお蔵入りになった。その後、有志による上映などを経て、制作から28年後の2011年にアルバトロス配給で全国劇場公開された。　

### キャスト
- 戸塚宏 - 伊東四朗

戸塚ヨットスクール校長。名大機械科卒。40歳。本作の主人公。昭和50年、沖縄海洋博記念 太平洋横断単独ヨットレース優勝（この事で終盤では訓練生の俊平が自身を目標にレースに出場目指していることを知った際に、横断レースの厳しさを俊平と語り合った）。
スクールではどんな訓練生が相手でもとても厳しくて体罰も辞さない程だが、その反面家庭では子供達の前でも威厳を一切見せないとても優しい父親である。
実在する戸塚ヨットスクールの戸塚宏校長がモデル。
- 水谷恒子 - 山本みどり

コーチ。正看護婦。25歳。物語の後半で、更生し始めた明子に感涙して明子を抱きしめた。
- 山内孝伸 - 塩屋智章

コーチ。京大経済学部卒。28歳。物語の後半で更生し始めた俊平に対し、興味を示すようになる。
- 工藤忠夫 - 粟津號

コーチ。長崎造船大卒。37歳。国体ヨットレース優勝。
校長と同様にどんな訓練生が相手でもとても厳しく、体罰も辞さない程である。
演じた粟津號は公開される11年前の2000年に亡くなったため、粟津はこの作品が遺作となった。
- 川西照光 - 清水宏

戸塚ヨットスクール副校長。名大哲学科中退。36歳。物語の後半で、更生した俊平に感銘を受けた。
- 竹田総一 - 岡本達哉

コーチ。筑波大教育学部卒。26歳。訓練生の山上の額に入れ歯の値段を書いた。
- 松本俊平 - 辻野幸一

高2。家庭内暴力。東京都。本作のもう一人の主人公。とても短気で喧嘩っ早く、何かとすぐ激怒して暴れるためまさに狼のような感じであり、スクールのコーチらからウルフと呼ばれる。人参が大の苦手である（訓練の成果から終盤で両親と対面した際に克服出来たようである）。物語の後半で、更生し始めてから明子とは距離を縮める（この事で訓練中に明子を手助けした所を山内に咎められた）。終盤で岡村によって拉致された明子を助けようとするも緊張感と重なり心臓発作で倒れるも一命を取り止めた。その後、功績が認められ両親と和解し自宅へ帰されるもの、すぐにスクールへ戻り太平洋横断レースへの出場を目指していることを明らかにし、戸塚と語り合った。
- 沢明子 - 横田ひとみ

高1。家庭内暴力。長崎県。本作のヒロイン。俊平と仲が良く、物語の後半で更生し始めてから距離を縮めた。終盤では岡村によって拉致されそうになるも助かり、母が病に倒れたため戸塚の命令で帰宅することになった。
- 沢達郎 - 出光元

沢明子の父。酒店を経営している。高卒。42歳。
- 沢美子 - 木内マキ

沢明子の母。長崎女子短卒。39歳。
終盤では病に倒れて寝たきりとなり、それを機に娘の明子は家に帰る事となった。
- - 冨田浩太郎
- - 中真千子
- - 山浦栄
- - 鈴木和子
- - 高月忠
- - 相馬剛三
- - 伊藤敏孝
- - 河合絃司

刑事
- - 三谷昇
- 木原穂高 - 神谷正浩

高2。番外生徒。非行。名古屋。
通称カッパ。非行がきっかけで戸塚ヨットスクールに預けられるが、今ではだいぶ更生したため訓練生代表に選ばれるようになり、数名のコーチから信頼を得ている。序盤ではコーチの工藤と山内と共に暴れる俊平を取り押さえ、スクールに連行した。その功績が認められ、復学が許可されてスクールを卒業した。
- - 高柳裕之
- 岡村正彦 - 佐藤直洋

中3。家庭内暴力。横浜。
松本と同じくとても短気で喧嘩っ早く、何かとすぐ激怒して暴れる。家で両親を殴ったりして暴れたため戸塚ヨットスクールに預けられる（家で両親を殴って暴れた直後に自身の母がまず戸塚ヨットスクールに電話をし、それから戸塚ヨットスクールから通報を受けた警察が家まで駆け付けるが、その際に警察には両親の夫婦喧嘩を止めていたと嘘話をして誤魔化した）。終盤では拉致騒動を起こした。
- - 川上伸之
- 児童相談所 - 沢竜二
- - 小林哲子
- - 吉野佳子
- 戸塚幸子 - 香野百合子

戸塚宏の妻。
実在の人物であり、実在する戸塚ヨットスクールの戸塚宏校長夫人がモデル。
- 岩本菊枝 - 東恵美子

角屋旅館 女将。
- 岩本鋼一 - 山田光一

菊枝の夫。町会副議長
- 松本勢津 - 小山明子

松本俊平の母。
- 松本俊一 - 平田昭彦

松本俊平の父。
- 松本ふじ - 原ひさ子

松本俊平の祖母。俊平が取り押さえられ、自殺出来ず泣き叫んだ際に号泣しながら木原と工藤、山内に許しを乞いた。
- 山上幸三 - 牟田悌三

山上政男の父。マッサージ師。中卒。46歳。
目が不自由。
- 山上初子 - 山田スミ子

山上政男の母。マッサージ師。中卒。45歳。
夫の幸三と同じく目が不自由。

#### 主題歌
「ジャスト・フォール・イン・ラブ」
- 作詞 - 井上鑑
- 作曲・歌 - ガンジー

（フィリップス・レコード）

### 製作

#### 企画
企画は東映の社員プロデューサー・天尾完次。天尾は岡田茂東映社長の懐刀と言われた人だったが、当時フリーの西河克己監督と組みたくて、本作の前に『生きてん母ちゃん』という企画を西河と東映で作ろうとしたが、岡田社長に蹴られていた。諦めきれない天尾は1982年に『誘拐報道』を企画した後、同じ実録映画を探し、当時社会問題化していた戸塚ヨットスクールに目をつけた。しかしまた岡田社長に東映での製作を蹴られたため、岡田から外部での製作許可を取り、東宝東和と組んで本作を製作した。製作費1億円。

#### 脚本
天尾が西河克己に原作を渡し、西河が監督を引き受けた。天尾は原作と同じくドキュメンタリータッチを希望し、シゴキシーンも生々しく描くと発表されていた。監督の西河はフィクションのドラマ仕立てにし、天尾があくまでもシリアスなタッチでやりたいと拒否したため、野波静雄の脚本で撮影されることになり、ロケハンに出掛けた。西河は交通事故死した息子が不登校で高校中退したというヨットスクールの父兄と共通する問題を抱えた過去があり、意欲的に映画化に取り組んだ。しかし、「結局俳優によるドラマ仕立てになり、どっちつかずの中途半端な出来になった」と西河は反省の弁を述べている。

#### キャスティング
主演は戸塚ヨットスクールを支援する会の理事でもあった伊東四朗を起用。 

#### 撮影
1983年3月16日クランクイン。撮影はほぼ現地ロケで、出演者は毎回知多半島に通った。愛知県美浜町を中心にロケがあり、4月中旬に一部東京都内ロケ。製作決定の時点ですでに訓練生二人が死亡、二人が行方不明という異様な状況下での撮影だった。伊東はヨットに乗ったことがないのに、ヨット名人の設定で、クルーザーで波すれすれに傾いだり、2月の海に飛び込むなど「撮影は本当に怖かった」と話している。伊東は賛否両論のあった題材に「やって良いものか悪いものなのか疑問だった」と葛藤があったことを告白した。伊東は記者会見で「あんな映画にどうして出るんですか」と言われたため「どこがいけないんですか」と開き直った。

### 興行
東宝東和は夏休みに洋画大作があったため、1983年9月の公開を予定していた。しかしスクールの問題が刑事事件化した戸塚ヨットスクール事件により4月にはコーチ6名が、6月にはさらに校長の戸塚宏とコーチ15名が逮捕された。戸塚ヨットスクール側からの視点で作られているため、大方の世論とは対立し、上映禁止運動も起こった。東宝東和は製作側なので強気だったが、東宝興行部が公開に難色を示した。東宝東和は『エレファント・マン』『ブッシュマン』などのヒットで数年来業界トップの座にあったが、製作総指揮の梶原一騎、主演の萩原健一と相次いで二人の逮捕者を出した『もどり川』に続く難問に頭を痛め、映画を公開すれば賛否両論どころか、社会的な指弾を浴びると判断、公開を断念した。東宝東和は映画業界から"タタリの東和"と呼ばれた。仕上げは東映のスタッフと東映東京撮影所で行ったため、「今公開すれば、確実に5億は稼げる」と東映幹部は口惜しがっていたという。戸塚宏が警察、検察庁の調べに完全黙秘を続けたことから裁判の見通しも立たず、結局、公開を断念してお蔵入りさせた。

### 作品の評価
映画評論家の山根貞男は「活劇としての素晴らしさに目を瞠った」、「清々しい青春映画」など評価した。『キネマ旬報』誌の5つ星満点のレビューでは、石井加奈が戸塚への教育論への賛同ではないとしつつ4つ星、村山匡一郎は「珍品」と星が2つ星、吉田広明は1つ星をつけた。木全公彦は「その企画力には驚嘆するしかない。製作委員会方式の映画製作が跋扈し、誰もがスポンサーの顔色ばかり伺っている現在では失われてしまった映画本来のいかがわしさとでもいうべきか」などと評価している。

### その後の経過
制作から20年以上封印状態にあったが、戸塚ヨットスクールを支援する会が2005年春に試写会を開催し、続けて同年秋に東宝東和から著作権を取得。これによって『スパルタの海』管理委員会が著作権者となり、同年にリッチモンド企画から会員向けにビデオとDVDが発売された。
2007年にシネマヴェーラ渋谷の特集上映の1本として数日間上映された。
制作から28年後の2011年10月29日からアルバトロス配給でシアターN渋谷を皮切りに全国で順次劇場公開がなされた。

### テレ放映
2014年6月に衛星劇場でテレビ初放映された。